# Chalkis (Evia)
Chalkis of Chalkida (Grieks: Χαλκίς, met klemtoon op de i) is de hoofdstad van het Griekse eiland en de regionale eenheid Evia. De stad ligt dicht bij het Griekse vasteland, en is met twee bruggen hiermee verbonden.

## Toponymie
De herkomst van de naam is niet helemaal zeker, veelal wordt het gerelateerd aan het Griekse woord Chalkos, dat 'brons' betekent. Volgens de Griekse mythologie heette de dochter van de riviergod Asopos Chalkis, en het eiland zou naar haar genoemd kunnen zijn. De stad wordt ook wel Χαλκίδα (Chalkída) genoemd (ook met klemtoon op de -i-). Veel Griekse plaats- en andere eigennamen die in het Oudgrieks op -ís eindigden hebben een moderne naam die op -ída eindigt (klemtoon in beide gevallen op de -i-). Voorbeelden: Argolís > Argolída // Phocís > Phokída // Artemís > Artemída // Aulís > Avlída // etc ...

## Geschiedenis
De stad wordt al door Homerus genoemd. Het is geruime tijd een stadstaat geweest met een koning aan het hoofd. Chalkis was in de oudheid een handelsstad, die in de bloeiperiode (8e/6e eeuw v.Chr.) een belangrijk aandeel had in de Griekse kolonisatie. Chalkis was een felle concurrent van Eretria, waarmee het in de 6e eeuw een langdurige strijd voerde over een gebiedsstrook waarin koper- en ijzermijnen lagen. Sinds 411 v.Chr. was Chalkis reeds door een brug verbonden met de Boeotische kust. Het was ook de plaats waar Aristoteles zijn familie landgoed had gesitueerd. Hij vluchtte hierheen toen het rijk van Alexander de Grote uiteen viel en hij uit de gratie viel. Hij overleed hier in 322 v.Chr., op drieënzestigjarige leeftijd aan een darminfectie.

## Verkeer
Chalkis is door middel van twee bruggen vanaf het vasteland te bereiken. De oudste overspant het smalste deel van het Euriposkanaal. In 1992 werd daarnaast een nieuwe hangbrug gebouwd.

## Bestuurlijk
Chalkida is sedert 2011 een fusiegemeente (dimos) in de Griekse bestuurlijke regio (periferia) Centraal-Griekenland.
De vijf deelgemeenten (dimotiki enotita) van de fusiegemeente zijn:
- Anthidona (Ανθηδώνα)
- Avlida (Αυλίδα), vroeger Aulis genoemd
- Chalkida (Χαλκίδα)
- Lilantia (Ληλάντια)
- Nea Artaki (Νέα Αρτάκη)

## Geboren
- Angelos Basinas (3 januari 1976), voetballer
- Nikolaos Skalkottas (1904-1949), componist en violist